# Johannes Wedde

Johannes Wedde. Fotografie von Georg Wolf, 1878

Friedrich Christoph Johannes Wedde (* 15. Januar 1843 in Uelzen; † 13. Januar 1890 in Lübeck) war ein deutscher Dichter, Mitglied der Sozialdemokratischen Arbeiterpartei und Journalist.

## Leben
Johannes Wedde war der Sohn des Tuchfabrikanten Friedrich August Louis Wedde und seiner Frau Marie Margarethe Ide im damaligen Königreich Hannover. Nachdem der Vater seine Firma nicht halten konnte, siedelte die Familie zuerst nach Hannover und 1851 nach Hamburg über. Hier gründete sein Vater die Firma „L. Wedde & Co.“, Tapetenfabrik und Tapetenhandel. Wedde besuchte das Johanneum bis zum Abitur. Am 30. April 1862 begann er das Jurastudium in Heidelberg. Danach studierte er in Göttingen und Berlin, wo er sich mit Geschichte und Staatswissenschaften beschäftigte. In Heidelberg trat er dem Wingolf und in Göttingen der Burschenschaft Germania bei. Seine schlechte Gesundheit und die materiellen Verhältnisse seiner Familie zwangen ihn 1864, eine angestrebte akademische Laufbahn aufzugeben. Wedde wurde Lehrer an Privatschulen in Hamburg (1867–1879). Gleichzeitig war er als Theaterkritiker für die Hamburger Nachrichten von Emil Hartmeyer tätig, in dem er über die Aufführungen des Hamburger Stadttheater berichtete. Nachdem er seinen Beruf als Lehrer aufgegeben hatte, verlor er durch einen Brand fast seine ganze Habe. Einige Zeit lebte er im Sachsenwald, um sich zu erholen.
Ab 1872 war Wedde Mitglied der Sozialistischen deutschen Arbeiterpartei, den sog. Eisenachern. Erst nach in Kraft treten des Sozialistengesetzes wurde Wedde auch öffentlich aktiv. J. H. W. Dietz schlug Wedde vor, nach dem bereits zwei Zeitungen in Hamburg auf Grund des Sozialistengesetzes verboten worden waren, die Hamburger „Bürgerzeitung“ zu gründen und als Redakteur zu leiten. Am 2. Juli 1885 wurde in Hamburg ein „Demokratischer Verein“ gegründet, der eine reichsweite „Demokratische Partei“ bilden sollte. Es ging in dem Programm um die Aufhebung aller Ausnahmegesetze und um die 'Einführung eines Normalarbeitstages. Auf dem ersten Parteitag in Hamburg am 13. September 1885, auf dem nur 25 Delegierte anwesend waren, gab Wedde den Plan auf, der Partei beizutreten. Bis zu seiner Ausweisung am 12. Oktober 1887 konnte er die Zeitung halten. Zu den Autoren der „Bürgerzeitung“ gehörte auch August Bebel.
Mit seiner Gedichtsammlung Grüße des Werdenden machte er den Arbeitern Mut, sich gegen den Bismarck-Staat zu wehren. In dem Gedicht Zum Gedächtnis (1875) würdigte er die Pariser Kommune von 1871. Das Gedicht Korinthiaka widmete er dem jungen Wilhelm Blos. In Unterm Ausnahmegesetz, das auch in Der Sozialdemokrat erschienen war, wendete er sich gegen den Fürsten von Friedrichruh. Nachdem Wedde durch die Verhängung des Kleinen Belagerungszustandes aus Hamburg vertrieben worden war, siedelt er in die Hansestadt Lübeck über. Für das Hamburger Echo war Wedde Redakteur und Verleger.
Wedde schrieb ein kleines Büchlein über Theodor Storm, das er auch dem Dichter zuschickte. Theodor Storm bedankte sich mit einem Brief vom 15. Mai 1888. Anlässlich des 100. Jahrestages der französischen Revolution fand vom 14. bis 20. Juli 1889 ein Kongress zur Gründung der II. Internationale in Paris statt. Wedde war neben August Bebel, Wilhelm Liebknecht, Karl Frohme, Hermann Molkenbuhr, Karl Pinkau und Carl Legien u. a. einer der deutschen Delegierten.
Auf Grund einer Influenza starb Wedde in der Nacht vom 12. auf den 13. Januar 1890. Nach seinem Tod wurde er auf dem Ohlsdorfer Friedhof in Hamburg beerdigt. Mehr als 25.000 Hamburger folgten seinem Sarg. Im Auftrage der SPD-Reichstagsfraktion hielt Karl Frohme die Trauerrede und Wilhelm Blos die im Auftrag der Hamburger Genossen.

## Zitat
„Das ist wieder ein Schlag mit der Unterdrückung der „Bürger-Zeitung“ und, wie ich heute lese, der Redakteur Wedde ausgewiesen. Das ist unerhört. Als wir dort waren, dachte kein Mensch daran, waren sie der Meinung, das Blatt nur im demokratischen Sinn zu redigieren, was auch der Fall war. Das Geschäft stand günstig dar, ein neues Gebäude, was noch im Umbau begriffen war, nun alles mit einem Schlag vernichtet, und der arme Wedde, ein eingefleischter und dort geborener Hamburger, der mit jeder Faser daran hängt. Es ist ganz entsetzlich, wie viele Existenzen dadurch vernichtet werden. Was werden sie nur noch alles ausfindig machen, um die Sozialdemokratie zu vernichten.“

## Ehrungen
Er ist Namensgeber der Weddestraße in Hamburg-Horn.

## Werke

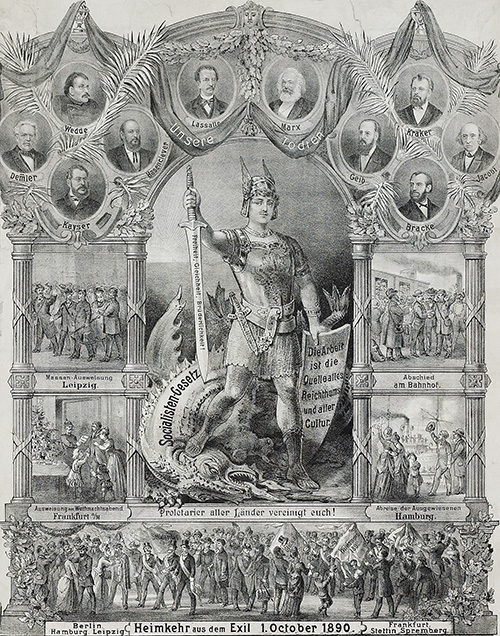
Ehrung der Kämpfer gegen das Sozialistengesetz 1890. Johannes Wedde oben zweiter von links

- Lilith. Die Lösung des Welträthsels ausgeplaudert durch den Jüngling von Sais.  Lührsen, Hamburg 1867
- Lieder eines Patreyka. Hermann Grüning, Hamburg 1869
- Glauben und Unglauben. Eine Streitschrift zur kirchlichen Frage von H. Wagner und J. Wedde. Hermann Grüning, Hamburg 1870
- Miscellen aus dem Sachsenwalde. In: Jahrbuch des Vereins für niederdeutsche Sprachforschung, Jahrgang 1875. Verlag von J. Kühtmann’s Buchhandlung. U. L. Fr. Kirchhof, Bremen 1876, S. 101–104
- Das Drama vom Römischen Reiche Deutscher Nation. Eine nationale Dichtung aus Barbarossa's Zeit. Zum ersten Male übersetzt. Grädener, Hamburg 1878
- Dramaturgische Spähne. Hamburgische Theaterberichte 1876–1879. Hermann Grüning, Hamburg 1880
- Shakespeare's „Kaufmann von Venedig“. 1880
- Edmund Hoefer: Küstenfahrten an der Nord- und Ostsee. Geschildert von Edmund Hoefer, in Verbindung mit M. Lindeman, L. Passarte, O. Rüdiger, J. Wedde. Illustriert von Gustav Schönleber, in Verbindung mit H. Haisch, H. Bartels, E. Bracht, U. Gehrts, H. Knorr, G. Kühl, L. Ritter und Anderen. Kröner, Stuttgart 1880–1881
- Bürgerzeitung. Red. Joh. Wedde. Hamburg vom 17. April 1881 bis Nr. 220 vom 18. September 1887[20]
- Johann Friedrich Voigt; J. Wedde: Bedenken gegen die Pläne behufs Ausführung des Anschlusses der Stadt Hamburg an das Zollgebiet. Besonderer Abdruck aus der Bürgerzeitung. in Commission bei W. Mauke Söhne, Hamburg 1882
- Illustrirte Sonntags-Beilage der Bürgerzeitung. Red. Joh. Wedde, Hamburg 1884–1887
- Grüße des Werdenden. Gedichte eines democratischen Redacteurs im neuen deutschen Reiche. Verlag Johannes Wedde, Hamburg 1884
- Aus dem Feuilleton der „Bürgerzeitung“, April – Juni 1884. Verlag Johannes Wedde, Hamburg 1885
- Grüße des Werdenden. Gedichte eines demokratischen Redacteurs im neuen deutschen Reiche. 2., mit Erläuterungen versehene Ausgabe. J. H. W. Dietz, Stuttgart 1885
- Das alte Lübeck. Bilder aus der Kultur und Geschichte Lübecks bis zum Anfange des 17. Jahrhunderts. zusammengestellt von Theodor Schwartz. Hrsg. von Johannes Wedde. Verlag Johannes Wedde, Hamburg 1887
- Jürgen Wullenwever, Bürgermeister von Lübeck. Geboren zu Hamburg 1493, enthauptet bei Wolfenbüttel 1537. Gedenkblatt zum 350sten Jahrestage seines Todes dem 27. September 1887. Johannes Wedde, Hamburg 1887[21]
- Theophilus. Das Faust-Drama des deutschen Mittelalters Übersetzt und mit einer erläuternden Einleitung versehen. Hermann Grüning, Hamburg 1887
- Theodor Storm. Einige Züge zu seinem Bilde. Hermann Grüning, Hamburg 1888
- Gesammelte Werke.  2 Bände. Hermann Grüning, Hamburg 1894
- Gedichte. Eine Auswahl aus den gesammelten Werken Mit einer Einleitung von Walter Hübbe. Alfred Janssen Verlag, Hamburg 1903
- Die Freiheit und ihr Freier. Grundlinien einer monistischen Religion der Zukunft (Aus dem 2. Band der Gesammelten Werke gesondert hrsg. von Walter Hübbe). Janssen, Hamburg 1907
- Lilith. Gesänge. Nachgelassenes Werk. Alfred Janssen Verlag, Hamburg 1910

## Nachlass
- Staats- und Universitätsbibliothek Hamburg Wedde Nachlass. Umfang: 7 Archivkästen
- Schleswig-Holsteinische Landesbibliothek Kiel Theodor Storm Nachlass Zg-Nr: 8/1938
- Bürger-Zeitung.Red.: Johannes Wedde.[22] 7(1887):no.218(17/9),2nd suppl. to no.219(18/9) IISG Signatur ZF 50702
- Sonntagsbote für Stadt und Land. Wochen-Ausgabe der Hamburger Bürger -Zeitung.Hrsg. Johannes Wedde. 2(1886):no.24,40-41,44,46; (1887):no.4,7-9,11-12 IISG Signatur: ZF 51829.x
- IISG. Gustav Mayer Papers 156: Johannes Wedde an Engels 28. Oktober 1886, 19. Mai 1887, 19. Juni 1887, 9. Juli 1887
- IISG. (SPD) BG A14/979: Fotografie Johannes Wedde, Georg Wolf & Co., Hamburg
- IISG. (SPD) BG A14/980: Fotografie Frau Wedde und Tochter, Georg Wolf & Co., Hamburg
- IISG Marx-Engels Nachlass L6232, L6233, L6234, L 6235 Johannes Wedde an Friedrich Engels 28. April 1886; 14. Mai 1887, 9. Juni 1887; 9. Juli 1887